# 東巴 (庫利科羅省)
12°1′34″N 8°7′12″W / 12.02611°N 8.12000°W
東巴（法語：Doumba），是馬里的城鎮，位於該國西部，由庫利科羅區的庫利科羅省負責管轄，面積250平方公里，海拔高度318米，2009年人口6,101，人口密度每平方公里24人。